# Liste der Mitglieder der Deutschen Akademie der Naturforscher Leopoldina/1677
Die Liste der Mitglieder der Deutschen Akademie der Naturforscher Leopoldina für 1677 enthält alle Personen, die im Jahr 1677 zum Mitglied ernannt wurden. Insgesamt gab es sieben neu gewählte Mitglieder.

## Mitglieder
| Nr. | Name                      | Beiname        | Geboren       | Aufnahme | Gestorben     | Bild                    |
| --- | ------------------------- | -------------- | ------------- | -------- | ------------- | ----------------------- |
| 67  | Gabriel Clauder           | Theseus I.     | 18. Okt. 1633 | 22. Jan. | 9. Jan. 1691  | Gabriel Clauder         |
| 68  | Benjamin Scharff          | Bias I.        | 5. Juni 1651  | 22. Jan. | 1702          |                         |
| 69  | Georg Kaspar Kirchmaier   | Phosphorus II. | 20. Juli 1635 | 22. Jan. | 27. Sep. 1700 | Georg Kaspar Kirchmaier |
| 70  | Johann Burg               | Mesphe I.      | 13. Juni 1652 | 22. Jan. | 25. Aug. 1690 |                         |
| 71  | Gottfried Samuel Polisius | Homer I.       | 11. Apr. 1636 | 22. Jan. | 1700          |                         |
| 72  | Lukas Schröck             | Celsus I.      | 20. Sep. 1646 | 1. Aug.  | 3. Jan. 1730  | Lukas Schröck           |
| 73  | Theodor von Marwitz       | Ulysses I.     |               | 1. Aug.  | 1690          |                         |